# Apatura hereoides
Apatura hereoides är en fjärilsart som beskrevs av Bang-haas 1933. Apatura hereoides ingår i släktet Apatura och familjen praktfjärilar. Inga underarter finns listade i Catalogue of Life.